# Lycée d'État
Pour un article plus général, voir Lycée en France.
En France, l'appellation de lycée d’État a été appliquée à des établissements scolaires entre 1960 et 1985, même si certains peuvent avoir conservé, après 1985, l'appellation ancienne. 
Certains de ces « lycées d’État » ont été créés sous le régime de la loi du 11 floréal an X (1er mai 1802) et sont issus des anciennes écoles centrales, voire remontaient à des institutions d'Ancien Régime. Ces lycées étaient au nombre de 37 en 1808, au moment de la création de l'Université impériale. 
D'autres lycées ont été créés par la suite, souvent à partir d'un établissement municipal pris en charge par l'État. À la suite de la réforme de 1959, les « collèges classiques et modernes » ont été renommés en « lycées » (municipaux ou nationalisés), les établissements qui s'appelaient déjà « lycées » devenant alors des « lycées d’État ». 
La même réforme  de 1960 a également créé des « lycées techniques d'État » remplaçant les écoles professionnelles et les écoles nationales d'enseignement technique. 
À la suite des lois de décentralisation, l'ensemble des lycées a été confié aux régions avec le statut d'établissement public local d'enseignement (EPLE), à l'exception de quelques établissements qui, pour des raisons historiques, sont restés entièrement à la charge de l'État.
Pour les établissements relevant du ministère de l'agriculture :
- Centre d'enseignement zootechnique de Rambouillet ;
- Lycée professionnel agricole de Wallis-et-Futuna ;
- Lycée agricole de Mayotte.

Pour les établissements relevant du ministère de l'éducation nationale :
- Lycée d’État Jean-Zay internat d'excellence - anciennement Foyer des Lycéennes - (Paris) ;
- Lycée-collège et lycée professionnel Émile-Letournel à Saint-Pierre-et-Miquelon ;
- Lycée-collège d’État de Sourdun ;
- Internat d'excellence de Montpellier ;
- Collèges implantés dans les îles Wallis-et-Futuna et lycée polyvalent et professionnel de Mata-Utu ;
- Collèges et lycées implantés dans le Département de Mayotte.